# النعمان (بيت لحم)
خلة النعمان أو النعمان قرية فلسطينية من قرى محافظة بيت لحم في الضفة الغربية. وهي قرية صغيرة تقع شمال مدينة بيت ساحور، ومن القرى المحتلة في حرب 1967.

## التسمية
يعود سبب تسمية قرية النعمان إلى الرحالة النعمان بن بشر الذي أقام فيها. أنشئت قرية النعمان عام 1900 .وتعود أصول سكان القرية إلى عرب التعامرة.

## التاريخ الحديث والمعاصر

### العهد العثماني
تبعت النعمان إلى الإمبراطورية العثمانية في عام 1517 مع كل فلسطين.

### الانتداب البريطاني
وقعت النعمان بيد الجيش البريطاني، ودخلت مع باقي فلسطين مظلة الانتداب البريطاني على فلسطين عام 1920 حتى وقوع النكبة.

### الحكم الأردني
في أوائل خمسينيات القرن العشرين أتبعت القرية للحكم الأردني بين حربي 1948 و1967.

### النكسة
وقعت القرية في يد الاحتلال بعد حرب النكسة عام 1967.

### السلطة الفلسطينية
بعد تأسيس السلطة الفلسطينية، استلمت السلطة الوطنية الفلسطينية القرية ووضعتها تحت سيطرتها المدنية.

## الجغرافيا
تقع قرية النعمان في وسط فلسطين، وسط الضفة الغربية، شرق محافظة بيت لحم على ارتفاع (616) متراً عن سطح البحر. تبعد عن مركز مدينة بيت لحم هوائيًأ حوالي 4.5 كم.
يحدها من الشرق أراضي قرية الخَاص، ومن الشمال فيحدها أراضي بلدة صور باهر، ومن الغرب والجنوب مدينة بيت ساحور.

## السكان
دخلت فلسطين وفود كبيرة عبر العصور من تجار وغيرهم وذلك؛ لموقعها الهام كنقطة وصل بين القارات، ومركز للحضارات والأديان.
| السنة           | تعداد (1997) | تعداد (2007) | تقدير (2012) | تعداد (2017) |
| --------------- | ------------ | ------------ | ------------ | ------------ |
| التعداد السكاني | 145          | 171          | 196          | 112          |

## التعليم
بلغت نسبة الأمية لدى سكان قرية الخاص والنعمان عام 2007، حوالي 7.1%. يوجد في القرية مدرسة أساسية حكومية مختلطة، وروضة أطفال واحدة.

## الصحة
لا يوجد في قرية النعمان أي مرفق صحي. وأقرب عيادة صحية تبعد مسافة 3 كم عن القرية، ومستشفى الحسين الحكومي حوالي 13 كم.

## البنية التحتية

### الحكم المحلي
تأسس مجلس قروي مشترك لقريتي الخاص والنعمان عام 1994، ويتكون المجلس من خمسة أعضاء يأتون بالانتخابات. يقدم المجلس خدمات البنية التحتية، وعمل مشاريع ودراسات تطويرية خاصة بالقريتين.

### المياه
في القرية شبكة مياه منذ عام 1980. تزودها دائرة مياه الضفة الغربية بالمياه، وتصل نسبة الفاقد في القريتين إلى حوالي 39%.

### الكهرباء
في القرية شبكة كهرباء منذ عام 1995. تعد شركة كهرباء محافظة القدس المصدر الرئيسي للكهرباء في القرية، إلى جانب بعض الوحدات السكنية التي تستخدم المولدات الكهربائية.

### الصرف الصحي
يستخدم سكان القرية الحفر الامتصاصية غير الصحية للتخلص من مياه الصرف الصحي، مسببة الضرر البيئي، والمشاكل الصحية، وتلوث المياه الجوفية وانتشار الأوبئة والأمراض في البلدة.

### النفايات الصلبة
يتولى المجلس القروي بالتعاون مع «مجلس الخدمات المشترك لإدارة النفايات الصلبة في الريف الشرقي» مسؤولية جمع النفايات الصلبة الناتجة عن المواطنين والمؤسسات في البلدة والتخلص منها، يتم فرض رسوم شهرية على السكان الذين تخدمهم خدمات جمع ونقل النفايات.

## الاقتصاد
يعتمد النشاط الاقتصادي في القريتين على عدة قطاعات اقتصادية، أبرزها سوق العمل الإسرائيلي بنسبة 50%، والزراعة بنسبة 25%، ثم الصناعة بنسبة 10%، و5% لكل واحدة من التجارة والخدمات والوظائف.

### الزراعة
تبلغ مساحة قريتي الخاص والنعمان حوالي 1,474 دونم، منها 1,294 دونم هي أراض قابلة للزراعة و 31 دونما منطقة مبنية.